# 瀬下恵介
瀬下 恵介（せした けいすけ、1938年 -2021年8月9日）は、日本のジャーナリスト。

## 学歴
- 鹿児島県立鶴丸高等学校卒。
- 立教大学社会学部卒。

## 職歴
- 毎日新聞社入社
- 「サンデー毎日」編集次長兼別冊編集長
- TBSブリタニカ取締役、「ニューズウィーク日本版」発行人
- 1995年マスコミ寺子屋「ペンの森」創設
- 中央大学客員講師、川村学園女子大学非常勤講師（2010年現在）

## 著書
- 外人社員―日本ビジネス体験記（TBSブリタニカ、1983年）
- 上手な文章が面白いほど書ける本―知りたいことがすぐわかる（中経出版、2002年） ISBN 4806116645